# Klassenspiegel
Ein Klassenspiegel, oft auch bezeichnet als Notenspiegel oder Zensurenspiegel, gibt statistische Auskunft über die Verteilung erzielter Ergebnisse schulischer Leistungskontrollen innerhalb einer Lerngruppe.
Zu unterscheiden von der Leistungsübersicht ist der Sitzplan (auch: Sitzordnung) mit Angaben über fest zugewiesene Sitzplätze innerhalb einer Schulklasse. Dieser wird regional teils ebenfalls als Klassenspiegel bezeichnet.

## Form
Ein Klassenspiegel ist im Allgemeinen tabellarisch aufgebaut. In der Primarstufe sowie der Sekundarstufe I werden in Deutschland dabei analog zu den dort vergebenen Noten 1–6 die Anzahl der Klassenarbeiten oder Tests angegeben, die diese Note erreicht haben. In der Sekundarstufe II werden bei einer Bewertung im Punktesystem im Kursspiegel entsprechend die Klausuren summiert, die mit der jeweiligen Punktzahl bewertet wurden.
Zusätzlich können Klassenspiegeln weitere Informationen über die zur Erlangung notwendigen Punktzahlen sowie ein „Klassendurchschnitt“ hinzugefügt werden.

### Beispiel Klassenspiegel
Der Klassenspiegel ist eine Tabelle mit zwei Zeilen. In der oberen Zeile stehen die möglichen Zensuren von 1 bis 6. In der Zeile darunter wird die Anzahl der Schüler eingetragen, die diese Zensur erreicht haben. 
| Zensur  | 1 | 2 | 3 | 4 | 5 | 6 | Anzahl Schüler | Durchschnitt |
| ------- | - | - | - | - | - | - | -------------- | ------------ |
| Schüler | 3 | 5 | 9 | 4 | 2 | 0 | 23             | 2,87         |

Der „Klassendurchschnitt“ wird mit Hilfe der Formel für die Berechnung des arithmetischen Mittels für Häufigkeitsdaten berechnet.
Beispiel Klassenspiegel:
{\displaystyle {\overline {x}}={\frac {1}{23}}\cdot \left(3\cdot 1+5\cdot 2+9\cdot 3+4\cdot 4+2\cdot 5+0\cdot 6\right)\approx 2{,}87}
Die Berechnung dieses Durchschnitts ist zwar mathematisch richtig, eine statistische Verwendung des Durchschnitts ist inkorrekt, weil Schulnoten {\displaystyle \{1,2,3,4,5,6\}} Ordinalzahlen sind. 
Ordinalzahlen haben eine Rangfolge (1 ist besser als 2, 2 ist besser als 3 usw.). Diese Darstellung von Schulnoten ist eine Vereinfachung der Bewertungstexte „sehr gut“, „gut“, „befriedigend“, „ausreichend“, „mangelhaft“ und „ungenügend“. Daher sollte mit Schulnoten auch nicht gerechnet werden: „gut“ plus „gut“ oder zweimal „gut“ ergibt weder „sehr gut“ noch „ausreichend“, die durchschnittliche Leistung eines Schülers mit den Noten „sehr gut“ und „gut“ in zwei Tests liegt irgendwo zwischen „sehr gut“ und „gut“ oder zwischen „gut“ und „sehr gut“. Auch der „Abstand“ zwischen einer „1“ und einer „2“ ist ein anderer als zwischen einer „5“ und einer „6“. Die Verwendung von „+“ oder „-“ oder Nachkommastellen macht die Berechnung eines Notendurchschnitts nicht sinnvoller.

## Diskussion
Die Angabe von Klassenspiegeln bei der Rückgabe von Klassenarbeiten oder Tests wird von allen an Schule Beteiligten regelmäßig diskutiert.
Von Kritikern wird etwa angeführt, dass es sich um eine Verletzung des Datenschutzes handeln könne. Zudem könne es durch die Bekanntgabe, dass es sehr gute oder sehr schlechte Noten gab, zu einer Ausgrenzung der betroffenen Schülerinnen und Schüler kommen.
Demgegenüber sehen Befürworter durch die rein statistische Angabe der Zensurenverteilung eine ausreichende Anonymisierung und somit keine Datenschutzverletzung. Als vorteilhaft benannt wird durch Schüler und deren Eltern, dass sie so die Streuung einzelner Noten in der Klasse ersehen können und eigene Leistungen in den Klassenzusammenhang einordnen können.

## Situation in Deutschland
Die Regelung, ob ein Zensurenspiegel bei der Rückgabe von Klassenarbeiten mitgeteilt wird, ist abhängig vom jeweiligen Bundesland. In einigen Bundesländern ist die Angabe verpflichtend (z. B. Hessen), in anderen Bundesländern ist sie verboten. In weiteren Bundesländern gibt es keine verbindlichen offiziellen Regelungen, dort ist dies in die pädagogische Freiheit bzw. pädagogische Verantwortung der jeweils unterrichtenden Lehrkraft gelegt. Schulen können je nach Bundesland in diesem Fall teils schulintern verbindliche Absprachen treffen. Schüler oder Eltern haben, wenn es keine verbindliche Regelung durch Schulgesetze, Verordnungen oder Erlasse gibt, keinen Anspruch auf Auskunft über den Klassenspiegel (Entscheidung des Bundesverwaltungsgerichts vom 3. Juli 1978 (VII B 113.78)).
Teilweise werden in einigen Bundesländern offiziell zusätzlich zum oder statt eines Zensurenspiegels Angaben über den Notendurchschnitt verlangt.

### Bayern
Ob die Bekanntgabe des Durchschnittes und des Klassenspiegels erfolgt, obliegt der jeweils unterrichtenden Lehrkraft.

### Berlin
Der Klassenspiegel wird ab Klasse 5 bis Klasse 10 bekannt gegeben, an Gymnasien nur bis Klasse 9. Der Klassenspiegel für die gymnasialen Oberstufe (Sek. II) ist nicht geregelt.

### Brandenburg
Der Klassenspiegel wird bekanntgegeben, wenn dies durch die Elternversammlung entsprechend beschlossen wird.

### Hessen
Ein Klassenspiegel wird mit der Rückgabe einer Klassenarbeit bekanntgegeben.

### Niedersachsen
Es gibt keine einheitliche Regelung.

### Nordrhein-Westfalen
Die Bekanntgabe des Klassenspiegels ist nicht geregelt.

### Rheinland-Pfalz
Während in den Schulen ab Klasse 5 der Notenspiegel bekanntgegeben wird, werden Klassenarbeiten in der Grundschule nicht mit einer Verteilung der Noten versehen.

### Saarland
Unter 3.4.2 des aktuellen Erlasses heißt es: Formen und Bewertungen aller Leistungsnachweise sowie jede schriftliche Bekanntgabe der Bewertung der Mitarbeit im Sinne der Nummer 3.2.1 werden hinsichtlich jeder Schülerin und jedes Schülers durch die Lehrkraft dokumentiert. Notenspiegel werden nicht bekannt gegeben.